# Сёгют

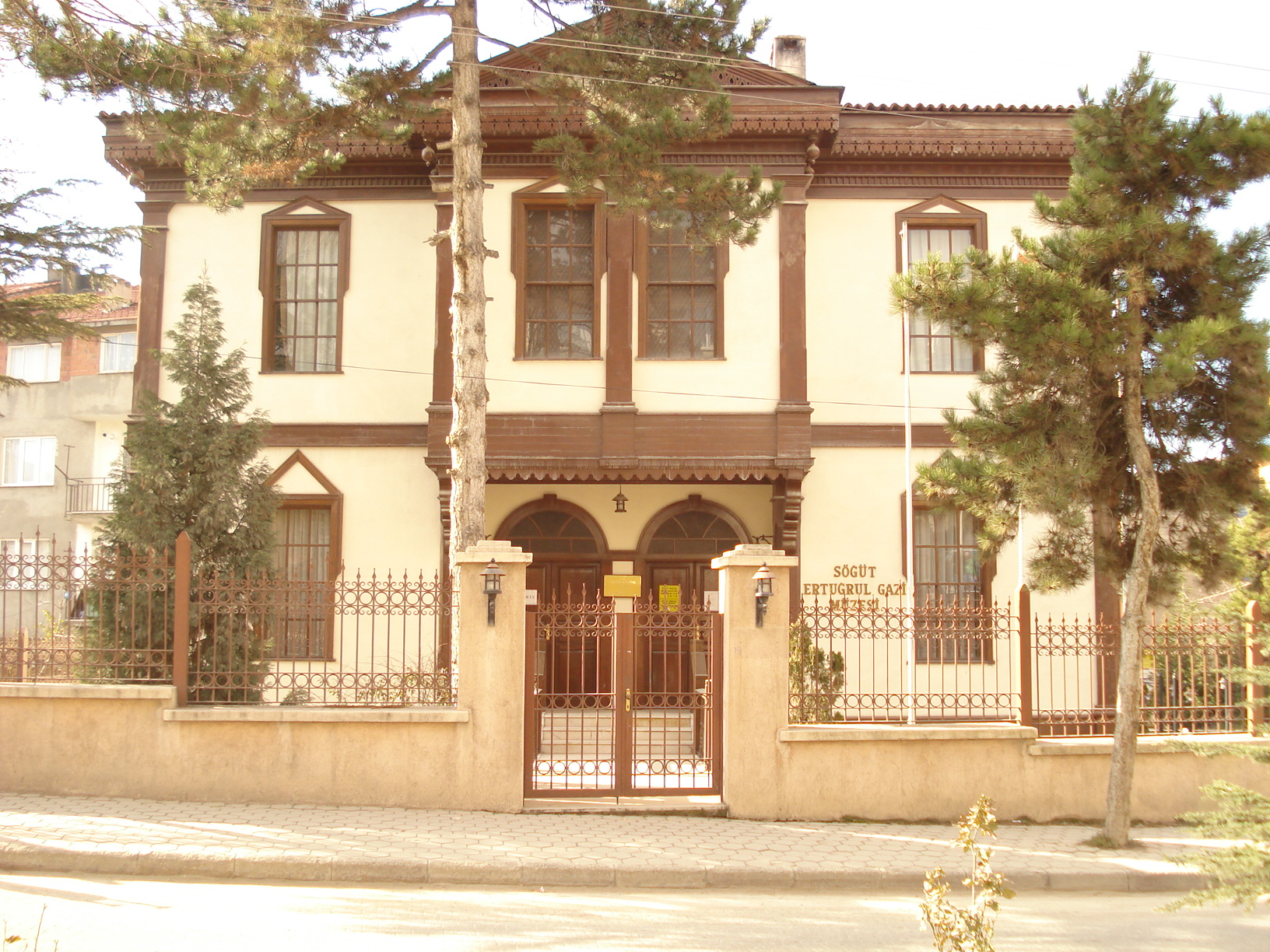
Музей Эртогрула

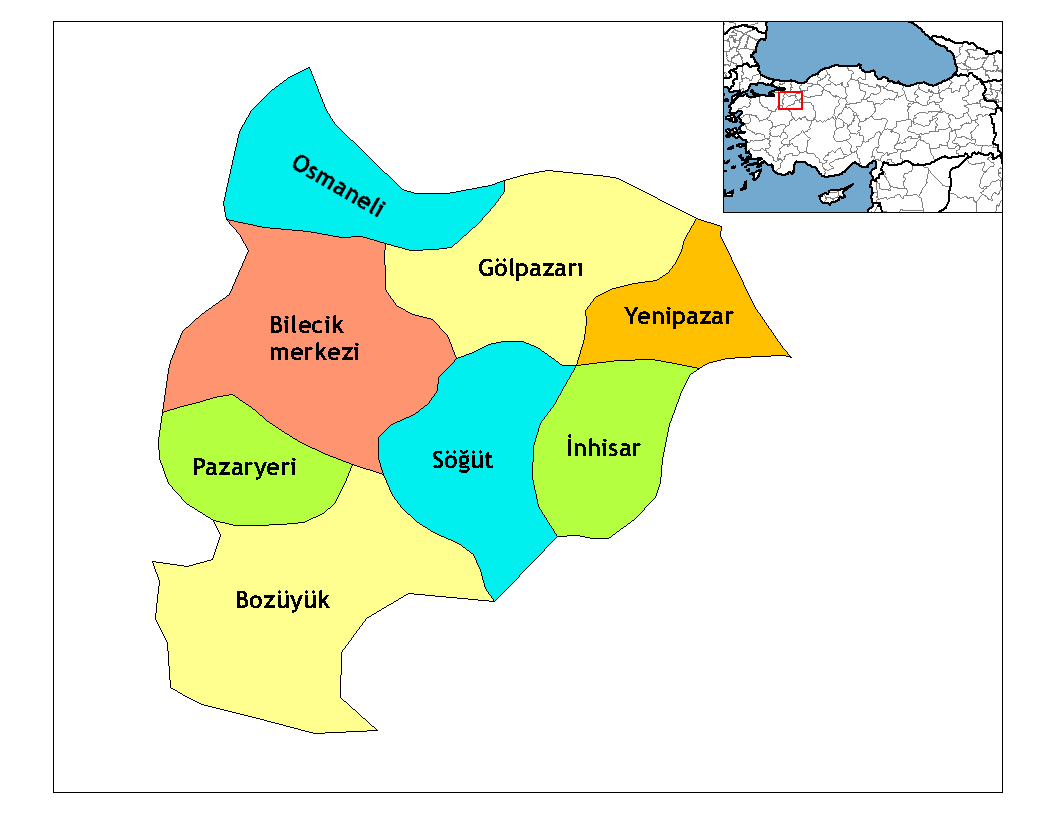
Сёгют на карте района

Сёгют (тур. Söğüt) — небольшой город на территории Турции с населением 15,6 тысяч человек. Расположен в 52 км к северо-западу от Эскишехира.

## История
Получил историческую известность как первая столица Османского бейлика, ставшего ядром быстрорастущей Османской империи. В Сёгюте родился сын вождя Огузского племени Кайи Эртогрула — Осман I (1258). Сам Эртогрул и его соплеменники заняли небольшое греческое поселение Февасион, воспользовавшись слабостью Никейской империи в 1231 году, а также тем, что сельджукский султан Ала ад-Дин Кей-Кубад даровал эти земли самому Эртогрулу в качестве уджа, и переименовали его в Сёгют (тур. «ивовый»). Тем самым город Сёгют стал столицей Сёгютского бейлика, основой которого стали расположенные между Никейской империей и Румским султанатом приграничные территории Анатолии. Впрочем, когда внук Эртогрула-бея Орхан Гази завоевал византийский укреплённый город Бурсу в середине 1320-х годов, именно Бурса стала новой столицей усилившегося Османского государства.